# سان رافائله چیمنا
سان رافائله چیمنا (به ایتالیایی: San Raffaele Cimena) یک کومونه در ایتالیا است که در استان تورین واقع شده‌است. سان رافائله چیمنا ۱۱٫۲ کیلومتر مربع مساحت و ۳٬۱۴۷ نفر جمعیت دارد و ۱۹۵ متر بالاتر از سطح دریا واقع شده‌است.